# Личи (млекопитающее)
Личи (лат. Kobus leche) — африканская антилопа рода водяных козлов (Kobus).

## Описание
Эта антилопа средних размеров, её высота в холке составляет около метра, а спина косо понижается с задней части тела к передней. Сильно завинченные лирообразные рога имеются только у самцов. По окраске шерсти различаются несколько подвидов. У красного личи наблюдается контраст между яркой каштаново-коричневой верхней стороной и белой нижней стороной. Передние лапы покрыты заметными чёрными полосками. Вес самцов составляет 118 кг, самок — 80 кг.

## Распространение
Личи населяют небольшой ареал в Ботсване, Намибии, Анголе, Замбии и южном Конго. Они привязаны к заливным равнинам, а также сезонно заливаемой болотистой местности дельты Окаванго. В мелкой воде они питаются болотной растительностью.

## Поведение

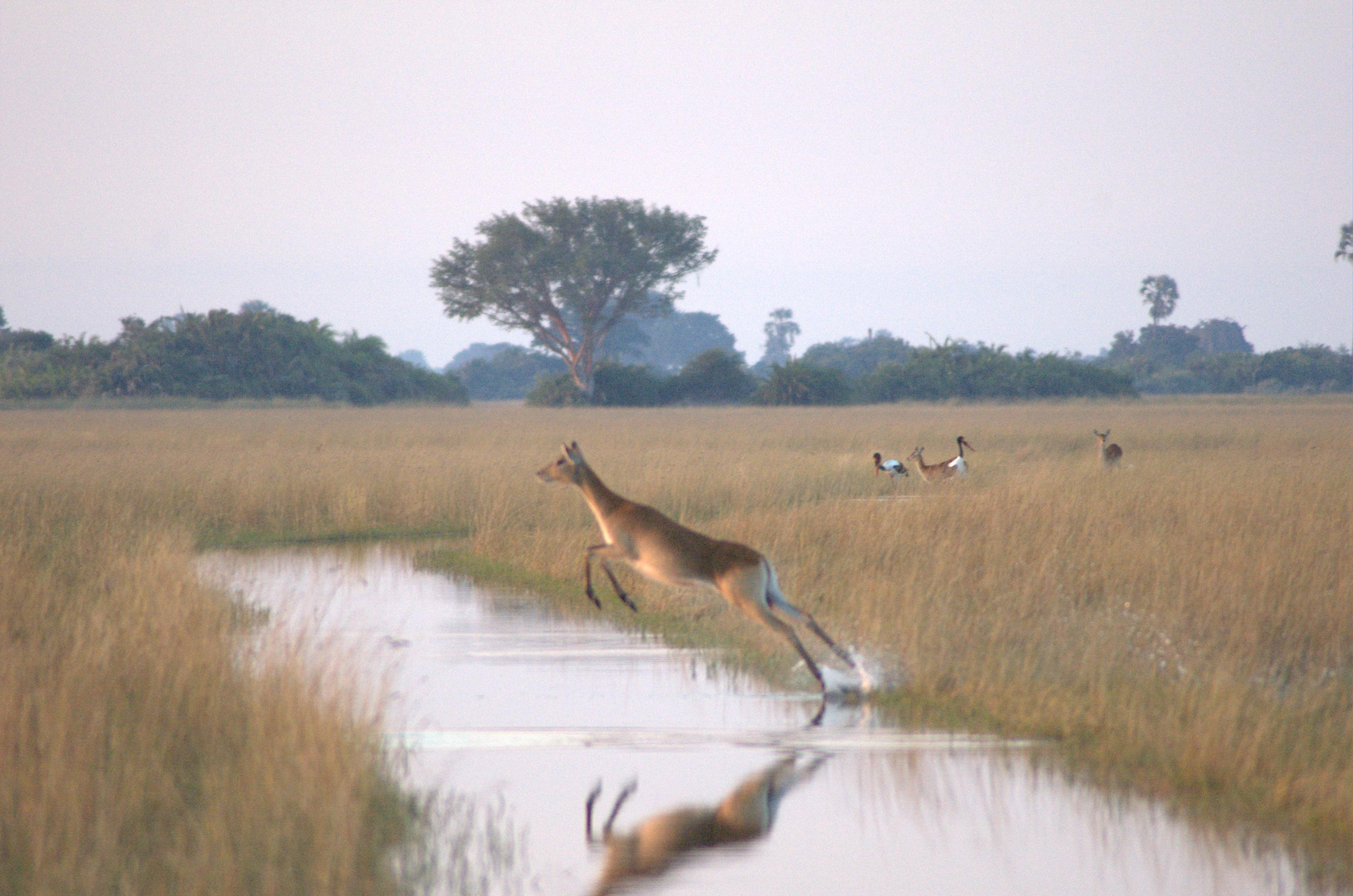
Самка личи

Самцы охраняют свои ареалы, которые однако из-за высокой плотности популяции личи весьма маленькие и составляют в диаметре от 15 до 200 м. Конкуренция очень сильная и лишь немногие самцы в состоянии удерживать свой ареал дольше, чем несколько дней. Самки образуют стада, содержащие до нескольких тысяч особей.

## Угрозы
Охота и разрушение среды обитания сократили численность личи. Красный личи (K. l. leche), численность которого в дельте Окаванго и других частях Анголы и Ботсваны составляет около 30 тысяч особей. Кафуэйский личи (K. l. kafuensis) обитает в Замбии вдоль реки Кафуэ, в том числе в национальном парке Лочинвар. Из-за браконьерства его популяция сократилась со 100 тысяч до 50 тысяч животных. Сооружение дамбы Итежи-Тежи и контроль над устойчивостью уровня воды очень способствовал сохранению популяции. Чёрный личи (K. l. smithemani) обитает в болотах вблизи озера Бангвеулу в Замбии. Осушение больших участков этих болот сократило численность этого подвида с 250 тысяч животных в 1930 году до 30 тысяч в наши дни. МСОП оценивает чёрного личи и кафуэйского личи как «угрожаемые». В целом, однако, вид не относится к угрожаемым.
Подвид личи Робертса (K. l. robertsi), обитавший некогда в междуречье Луонго и Луэны, считается вымершим, поскольку с 1980-х годов не встречался ни один его представитель.